# Паромная переправа Баку — Туркменбаши
Паро́мная перепра́ва Баку — Туркменбаши — морская железнодорожная грузопассажирская переправа на Каспийском море между городами Баку (Азербайджан) и Туркменбаши (Туркменистан).
Паромная переправа между Туркменбаши и Баку является важной транспортной связью на Каспийском море. Обеспечивает перевозку как пассажиров, так и грузов, включая железнодорожные вагоны.

## История
Впервые о планах создания такой переправы сообщила газета «Вечерняя Москва» в августе 1929 года, однако действовать переправа начала только в 1962 году. Первыми судами на этой переправе стали паромы типа «Советский Азербайджан» (проект 721) постройки завода «Красное Сормово». Эти суда строились с 1962 по 1968 год. Позднее они были заменены судами, построенными на верфи «Ульяник» в Югославии.
| Внешние изображения | Внешние изображения |
| ------------------- | --- |
|                     | Паром «Советский Азербайджан». media.professionali.ru. Дата обращения: 9 января 2020. Архивировано 8 апреля 2016 года. |

## Современное состояние линии

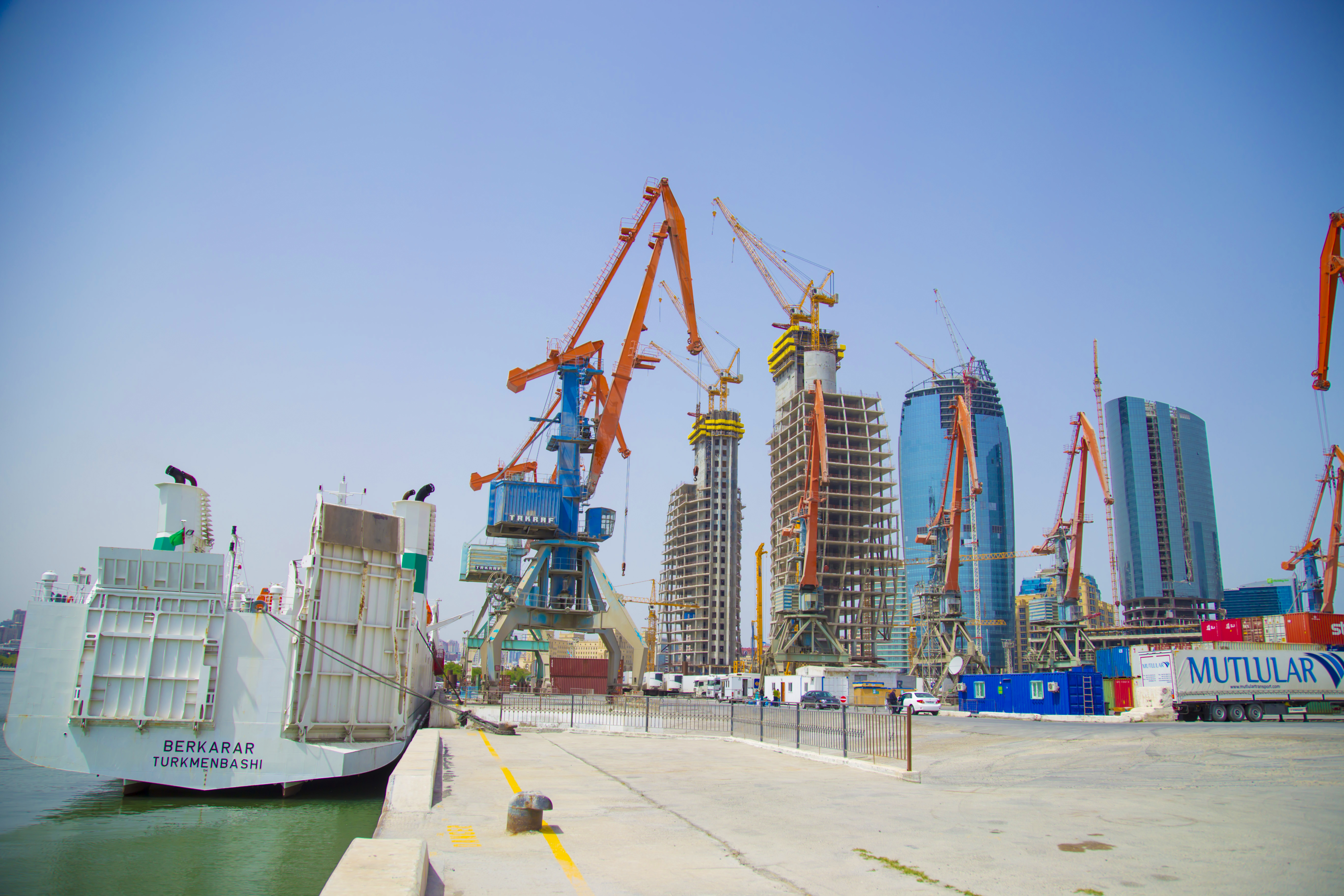
Туркменский паром в бакинском порту

В зависимости от погодных условий длительность перехода парома между портами составляет примерно 12 часов. Проходимое паромом расстояние составляет 306 км.
В настоящее время, при необходимости и при наличии груза на переправу может выйти до 9 ролкеров. На переправе действуют паромы «Академик Топчибашев», «Дагестан», «Азербайджан», «Академик Гейдар Алиев», «Профессор Гюль», «Нахичевань», «Меркурий-1» и «Меркурий −2». Два последних сравнительно новые. Паромы построены на верфях «Ульяник» (Югославия).
В сентябре 2014 года после 4-летнего строительства в посёлке Аляте Карадагского района (70 км от центра города Баку) открылся новый паромный причал и терминал в рамках строительства нового Бакинского международного портового комплекса. С октября 2014 года начался разбор старого причала и грузовой железнодоржной станции Баку-Паром в центре города.
С 6 октября 2014 года отправка и обработка грузов, продажа пассажирских билетов на паромы до Туркменбаши, а также отправка всех судов-паромов по маршруту осуществляется с терминала Алят-порт (558006).
В соответствии с телеграммой ADY № 796 от 04.10.2014 года на станции Баку-Товарная закрыта паромная переправа Баку — Туркменбаши.
В декабре 2014 года в международном морском порту Туркменбаши открылся новый пассажирский терминал.
С 2015 года на переправе начал курсировать туркменский паром «Беркарар». Курсирует паром «Багтыяр». Каждое судно может взять на борт до 30-ти железнодорожных вагонов и около 200 пассажиров.
Порты Алят и Туркменбаши обладают всем необходимым оборудованием для приёма и обработки железнодорожных вагонов и составов.
Перевозки пассажиров и груза с азербайджанской стороны осуществляет Азербайджанское каспийское морское пароходство, с туркменской — ЗАО «Морской торговый флот».

## Статистика
С января по май 2023 года паромами «Беркарар» и «Багтыяр» осуществлено 70 рейсов.

## Статьи и публикации
- Айгюн Бадалова. Туркменский паром "Беркарар" совершит первый рейс в Баку // Trend News Agency : новостной портал. — 2015. — 14 января.
- Х. Магадов. В городе Туркменбаши открыт новый морской вокзал // «Туркменистан: золотой век» : Электронная газета. — 2014. — 5 декабря.